# Martin Kelly (labdarúgó)
Martin Ronald Kelly (Whiston, 1990. április 27.) angol labdarúgó, a Crystal Palace FC játékosa hátvéd poszton.

## Pályafutása

### Liverpool
A Liverpool saját nevelésű játékosa, 2007 óta a felnőtt csapat tagja.
A biztató jövőjű középhátvéd, Martin Kelly 2007 nyarán került fel a tartalékokhoz az akadémiáról. Kelly a 2007/08-as szezonban Gary Ablett tartalékcsapatába szerepelt, de debütált már az első csapatban is, méghozzá 2008. december 9-én a PSV Eindhoven elleni BL meccsen csereként beállva.
2009. október 20-án Glen Johnson sérülése miatt kezdőként léphetett pályára a Lyon elleni Bajnokok Ligája-találkozón az Anfield Roadon. A meccs emberének választották, annak ellenére, hogy a hajrában le kellett cserélni, mert ütközött a kapufával.
A 2010–11-es szezonban a sokszor sérült Glen Johnson helyén játszott a csapatban.

### Crystal Palace
2014. augusztus 14-én bejelentették, hogy az angol jobbhátvéd a londoni Crystal Palace FC-nél folytatja pályafutását.

### Válogatott
Angol U19-es, U20-as és U21-es válogatott.

## Statisztika
Utoljára frissítve: 2014. augusztus 15.
| Klub                           | Szezon    | Bajnokság (PL, Champ) | Bajnokság (PL, Champ) | FA-kupa | FA-kupa | Ligakupa | Ligakupa | UEFA  | UEFA | Egyéb | Egyéb | Összesen | Összesen |
| Klub                           | Szezon    | Meccs                 | Gól                   | Meccs   | Gól     | Meccs    | Gól      | Meccs | Gól  | Meccs | Gól   | Meccs    | Gól      |
| ------------------------------ | --------- | --------------------- | --------------------- | ------- | ------- | -------- | -------- | ----- | ---- | ----- | ----- | -------- | -------- |
| Liverpool                      | 2008–09   | 0                     | 0                     | 0       | 0       | 0        | 0        | 1     | 0    | –     | –     | 1        | 0        |
| Huddersfield Town (kölcsönben) | 2008–09   | 7                     | 1                     | –       | –       | –        | –        | –     | –    | –     | –     | 7        | 1        |
| Liverpool                      | 2009–10   | 1                     | 0                     | 0       | 0       | 0        | 0        | 1+1   | 0+0  | –     | –     | 3        | 0        |
| Liverpool                      | 2010–11   | 11                    | 0                     | 1       | 0       | 1        | 0        | 10    | 0    | –     | –     | 23       | 0        |
| Liverpool                      | 2011–12   | 12                    | 0                     | 3       | 0       | 5        | 1        | –     | –    | –     | –     | 20       | 1        |
| Liverpool                      | 2012–13   | 4                     | 0                     | 0       | 0       | 0        | 0        | 3     | 0    | –     | –     | 7        | 0        |
| Liverpool                      | 2013–14   | 5                     | 0                     | 2       | 0       | 1        | 0        | –     | –    | –     | –     | 8        | 0        |
| Liverpool                      | 2008–2014 | 33                    | 0                     | 6       | 0       | 7        | 1        | 16    | 0    | –     | –     | 62       | 1        |
| Crystal Palace                 | 2014–15   | 0                     | 0                     | 0       | 0       | 0        | 0        | –     | –    | –     | –     | 0        | 0        |
| Összesen                       | 2008–     | 40                    | 1                     | 6       | 0       | 7        | 1        | 16    | 0    | –     | –     | 69       | 1        |

## Külső hivatkozások
- LFCHistory.net-profil
- Angol U21-es keret profil Archiválva 2010. december 1-i dátummal a Wayback Machine-ben